# 七味撫子うのん
『七味撫子うのん』（しちみなでしこうのん）は、宮尾岳の漫画作品である。『月刊アニメV』で1993年4月号から1994年1月号まで連載された。全10話。1994年4月に学研ノーラコミックスから単行本全1巻が刊行されている。

## あらすじ
ひょんなことからうどん店「さぬきうのん」の二代目店主となり、妖精うのんと結婚することになってしまった主人公琴平コンペイが、ヒロイン讃岐うのんと共に様々なトラブルに巻き込まれながらも苦難に立ち向かい合っていく物語。
直接登場する訳ではないが、魔物ハンター妖子の神崎あづさは今作の禅林寺中学校に通う、うのんの同級生という設定。

## 登場人物
讃岐 うのん
うどんの神からカト吉に授けられたうどんの妖精。一日三回うどんを食べないと消えてしまう。髪飾りのひょうたんの中の七人のうどんの神の力を借りて大きな力を発揮することが出来る。
琴平 コンペイ
両親を亡くして親戚に頼るために東京へ出てきたところをうのんと出会い、さぬきうのんの二代目となる。正義感が強く、うどんには強いこだわりを持つ中学生。
讃岐 カト吉
さぬきうのんの初代店主。
禅林寺 樹豪
私立禅林寺中学校の理事長。以前うのんに助けてもらったことをきっかけに、息子達への嫁にしようと画策している。
禅林寺 一葉
樹豪の長男で禅林寺中学校の教師。
禅林寺 双葉
樹豪の次男で禅林寺中学校の体育教師。
禅林寺 三葉
樹豪の三男で禅林寺中学校の技術家庭科教師。
禅林寺 四葉
樹豪の四男で禅林寺中学校の二年生。